# Cornel Buta
Cornel Buta (ur. 1 listopada 1977 w Găgești, Rumunia) – rumuński piłkarz, grający na pozycji obrońcy, reprezentant Rumunii.

## Kariera piłkarska

### Kariera klubowa
W 1996 rozpoczął karierę piłkarską w FC Brașov, w którym występował przez 3 i pół sezonu. Potem grał w klubach FC Dinamo Bukareszt, FC Rapid Bukareszt oraz Național Bukareszt. W 2004 roku przeszedł do ukraińskiego zespołu Wołyń Łuck, w składzie którego 20 lipca 2004 debiutował w Wyszczej Lidze w meczu przeciwko Illicziwca Mariupol (3:2). Podczas letniej przerwy zimowej 2005/06 powrócił do Rumunii, gdzie został piłkarzem Pandurii Târgu Jiu. Latem 2006 przeniósł się do klubu Politehnica Jassy. W lipcu 2010 ponownie podpisał kontrakt z Wołyniem Łuck. Po zakończeniu sezonu 2010/2011 opuścił ukraiński klub. Nie udało się znaleźć inny klub, dlatego 19 sierpnia 2011 powrócił do Wołynia Łuck, w którym występował do końca 2011.

### Kariera reprezentacyjna
W lutym 2000 debiutował w reprezentacji Rumunii w meczu towarzyskim z Cyprem (3:2).

## Sukcesy i odznaczenia

### Sukcesy klubowe
- mistrz Rumunii: 2000
- zdobywca Pucharu Rumunii: 2000, 2002
- zdobywca Superpucharu Rumunii: 2002